# Rebelião do Whiskey
A Rebelião do Whiskey, também conhecida como Insurreição Whiskey, foi um "tax protest" ("protesto tributário") nos Estados Unidos, começando em 1791 e culminou em uma insurreição em 1794. A rebelião ocorreu primordialmente na localidade de Washington, Pensilvânia, no Vale Monongahela, durante a presidência de George Washington, sob o comando do veterano de guerra revolucionário americano Major James McFarlane. 
O chamado "imposto do uísque" foi o primeiro imposto aplicado sobre um produto doméstico pelo recém-formado governo federal. Tornou-se lei em 1791 e visava gerar receita para a dívida de guerra contraída durante a Guerra Revolucionária. O imposto se aplicava a todos os destilados, mas o uísque americano era de longe a bebida destilada mais popular do país no século XVIII, de modo que o imposto ficou amplamente conhecido como "imposto do uísque".

## Histórico
Nos condados do oeste da Pensilvânia, os manifestantes usaram violência e intimidação para impedir que autoridades federais cobrassem o imposto. A resistência chegou ao clímax em julho de 1794, quando um marechal dos EUA chegou ao oeste da Pensilvânia para entregar mandados a destiladores que não haviam pago o imposto. 
O alarme foi disparado e mais de 500 homens armados atacaram a casa fortificada do inspetor geral de taxas, o General John Neville. Washington respondeu enviando comissários da paz ao Oeste da Pensilvânia para negociar com os rebeldes, enquanto pedia aos governadores que enviassem uma força da milícia para fazer cumprir o imposto.
O próprio Washington montou à frente de um exército para suprimir a insurgência, com 13.000 milicianos fornecidos pelos governadores da Virgínia, Maryland, Nova Jersey e Pensilvânia. Todos os rebeldes foram para casa antes da chegada do exército, e não houve confronto. Cerca de 20 homens foram presos, mas todos foram absolvidos ou perdoados. 
A maioria dos destiladores na vizinha Kentucky foi considerada praticamente impossível de tributar — nos seis anos seguintes, mais de 175 destiladores de Kentucky foram condenados por violar a lei tributária. Inúmeros exemplos de resistência são registrados em documentos judiciais e contas de jornais.
A "Rebelião do Uísque" demonstrou que o novo governo nacional tinha vontade e capacidade de suprimir violenta resistência às suas leis, embora o consumo do uísque permanecesse difícil de ser coletado. Os eventos contribuíram para a formação de partidos políticos nos Estados Unidos, um processo já em andamento. 
O imposto sobre o uísque foi revogado no início de 1800 durante o governo Jefferson. A historiadora Carol Berkin argumenta que o episódio, a longo prazo, fortaleceu o nacionalismo americano porque as pessoas apreciaram o quanto Washington lidou com os rebeldes sem recorrer à tirania.